# Усі ми мертві
Усі ми мертві ( кор.: хангиль: 지금 우리 학교는, ханча: 只今 우리 學校는, НЛ: Jigeum Uri Hakgyoneun) — південнокорейський потоковий телесеріал із Юн Чхан Йоном, Пак Чі Ху та Чо І Хьон. Заснований на вебтуні Naver Зараз у нашій школі Джу Тон Кина, який публікувався в період з 2009 по 2011 рік, серіал випустили в ефір 28 січня 2022 року.

## Сюжет
Середня школа стає нульовою точкою для спалаху зомбі-вірусу. Студенти, які потрапили у пастку, повинні пробитися до виходу — або перетворитися на одного зі скажених інфікованих.

## Актори та персонажі

### Головний каст
| Актор       | Роль       |
| ----------- | ---------- |
| Юн Чхан Йон | Чон Сан    |
| Пак Чі Ху   | Он Чо      |
| Чо І Хьон   | Нам На     |
| Пак Соломон | Лі Со Хюк  |
| Ю Ін Су     | Юн Гві Нам |

### Додатковий каст
| Актор        | Роль         |
| ------------ | ------------ |
| Пе Хе Сон    | Пак Ей Вон   |
| Ан Сон Гюн   |              |
| О Хі Чун     |              |
| Лі Ин Сем    |              |
| Сін Че Хві   | Чан Хун      |
| Кім Пьон Чол | Лі Пьон Чана |
| Юн Пьон Хі   |              |
| Чо Дал Хван  | Чо Дал Хо    |
| Сон Сан Йон  |              |
| Лі Ю Мі      |              |
| Ян Хан Йоль  | Ю Чун Сон    |

## Виробництво

### Розробка
12 квітня 2020 року Netflix оголосив у прес-релізі, що JTBC Studios і Film Monster створять серіал під назвою «Усі ми мертві» на основі популярного вебтуну «Зараз у нашій школі».

### Кастинг
19 квітня 2020 року було підтверджено, що Юн Чхан Йон зніметься в серіалі в якості одного зі студентів. Пак Чі Ху долучилася до основного акторського складу 22 квітня . 1 липня до них офіційно приєдналися Чо І Хьон, Пак Соломон та Ю Ін Со.

### Зйомка
Виробництво було тимчасово призупинено у серпні 2020 року через повторне поширення COVID-19 у Південній Кореї.

## Оцінки та відгуки
Південнокорейський зомбі-горор «Усі ми мертві» очолив глобальні чарти серіалів на Netflix більш ніж у 25 країнах за день після прем’єри.
У США серіал опинився на другому місці, поступившись чорній комедії «Жінка в домі навпроти дівчини у вікні». Таким чином, серіал повторив успіх південнокорейських проєктів «Гра в кальмара» та «Поклик пекла».